# 大茅山
大茅山位于中国江西省德兴市东南部花桥镇、龙头山乡、绕二镇三乡镇交界处，属怀玉山脉，主峰海拔1392米。
大茅山风景名胜区于2001年12月被列为县级风景名胜区；2004年3月被列为省级风景名胜区；2012年10月被列为国家级风景名胜区。景区由大茅山景区、梧风洞景区、双溪湖景区三部分组成，其中双溪湖景区即位于主峰西南部的双溪水库；梧风洞景区位于主峰南部，双溪水库上游，以奇岩怪石、碧潭清溪和革命遗迹为主要特色。